# Butifarra

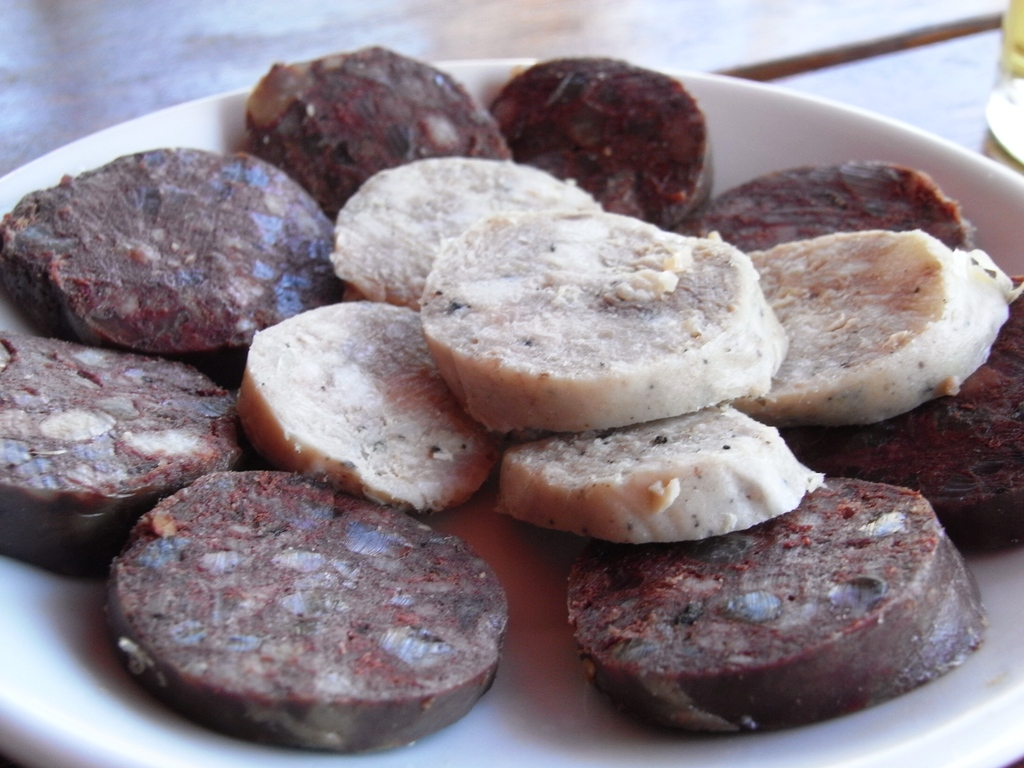
Tapa de butifarras negra y blanca.

La butifarra (del catalán botifarra) es un embutido fresco compuesto de carne picada de cerdo condimentada con sal, pimienta y, a veces, otras especias. En España se pueden encontrar distintas variedades según la región: Cataluña, Aragón, las Islas Baleares, Comunidad Valenciana y la Región de Murcia.
En América, en la Costa Caribe colombiana también se consume un tipo de butifarra, oriunda de la población de Soledad, muy difundida en la gastronomía regional, la cual se prepara con adobos de esa zona del país sudamericano. En El Salvador (Cojutepeque), México (Tabasco, Toluca y Chiapas), Guatemala, Bolivia, Chile, Paraguay, Uruguay y algunas zonas de Argentina,  también se pueden encontrar variedades locales de butifarras. 

## Tipos
Existen principalmente dos tipos de butifarras, las frescas, que hay que cocinar antes de comerlas y se sirven enteras, y las cocidas, que se comen cortadas en rebanadas. 

### Butifarras frescas

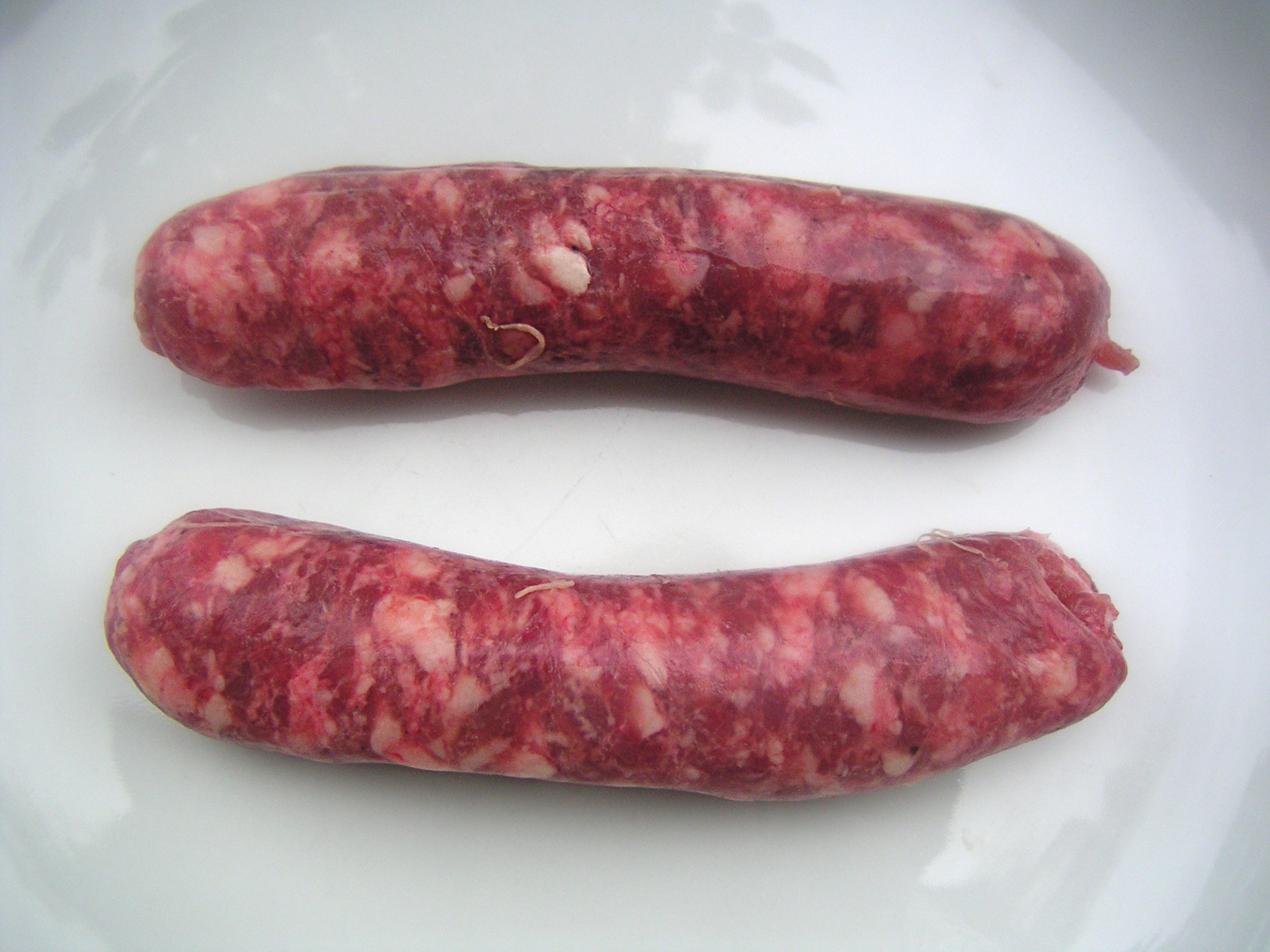
Salchichas de Toulouse, Francia, muy similares a las butifarras frescas que se hacen en Cataluña.

La butifarra fresca, cruda, roja o roget es roja antes de estar cocida y rosada después. A diferencia de otras salchichas y preparados cárnicos, no contiene grasa sino carne magra de la punta del lomo y a veces de otros recortes de carne magra de cerdo. Como mucho, se le añade un poco de tocino picado como condimento, pero este nunca alcanza grandes proporciones (por ejemplo, la mitad) como ocurre en otras salchichas de otros países. A veces la carne picada se puede cocinar ligeramente en el horno o se puede condimentar con, por ejemplo, setas (hongos) picadas, antes de ser embutida.
La butifarra dulce o de Gerona es una butifarra fresca que contiene miel en su interior y es agridulce. 
Las salchichas de Toulouse, un embutido del sur de Francia, son parecidas a las butifarras frescas catalanas.

### Butifarras cocidas

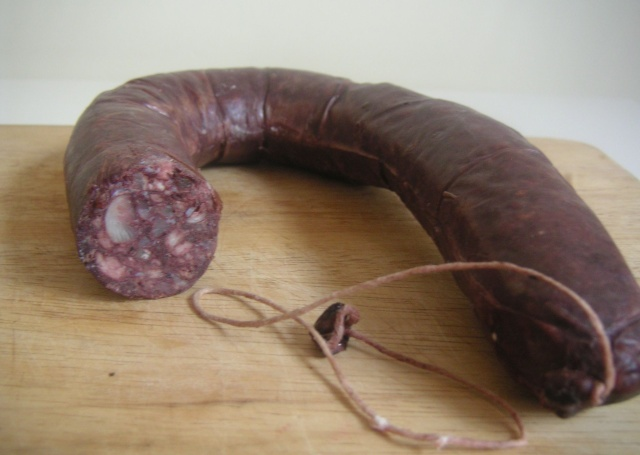
Butifarra negra de Cataluña.

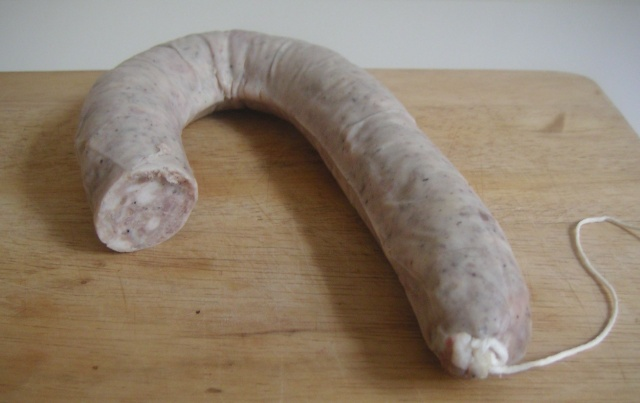
Butifarra blanca de Cataluña.

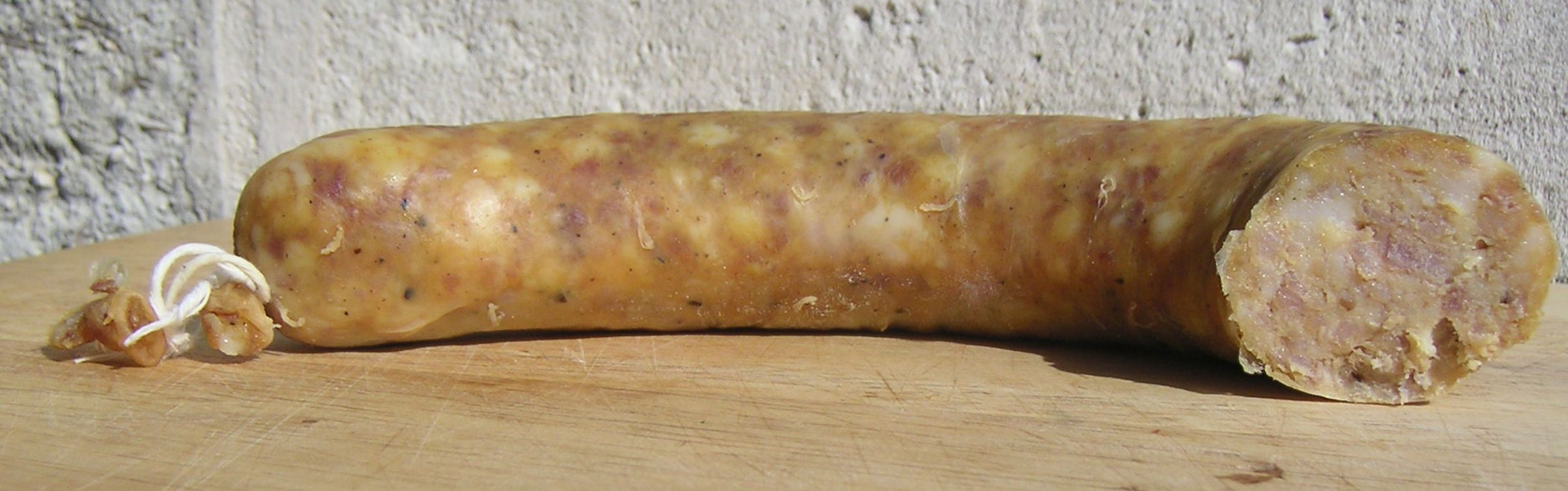
Butifarra de huevo de Cataluña.

Hay una enorme variedad de butifarras cocidas, las más conocidas son:
- la blanca: hecha de carne magra,
- la de huevo: que contiene carne magra y huevo, típica de la época de Carnaval, en Cataluña y
- la negra: en la que se combinan las carnes magras con sangre de cerdo.

Otras variedades son:
- con trufa,

- con hígado,
- con lengua,
- la butifarra del perol,

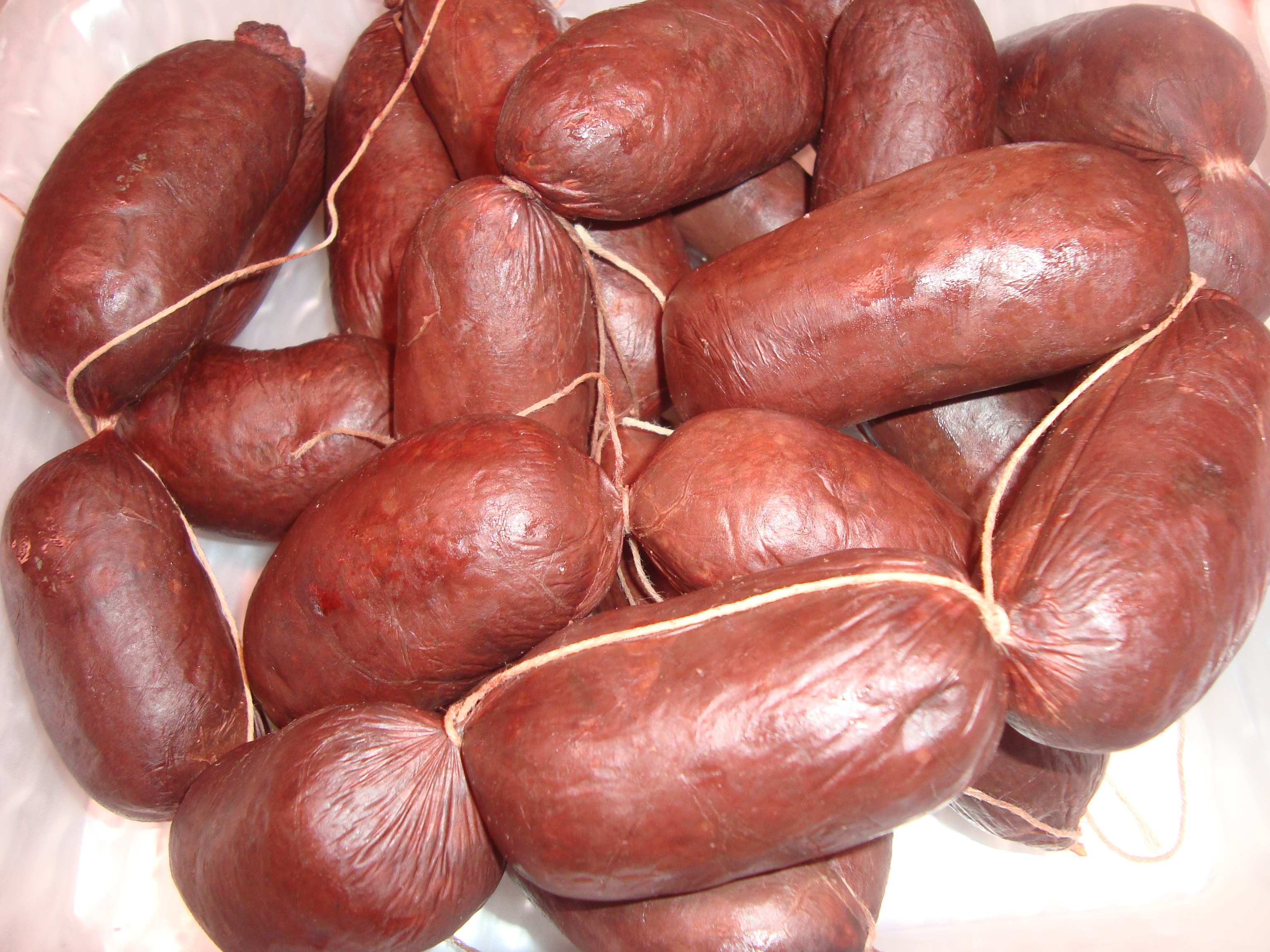
Botifarres d'arrós (Torreblanca).

- las que contienen cebolla y piñones.

Las butifarras cocidas son un tipo de embutido que no es necesario cocinar ni calentar. Se suelen comer cortadas en rodajas. Es posible también incluirlas en guisos y platos de consistencia. Las butifarras blanca y negra son muy frecuentes, por ejemplo, en la típica escudella i carn d'olla catalana, en las habas ofegades o a la catalana, etc. Las butifarras blanca, negra y de huevo, cortadas a rodajas de medio a un centímetro de grosor, también se utilizan para hacer tortillas de butifarra. Es un error confundir la butifarra, aunque contenga sangre, con la morcilla.

## Variedades por país

### Colombia

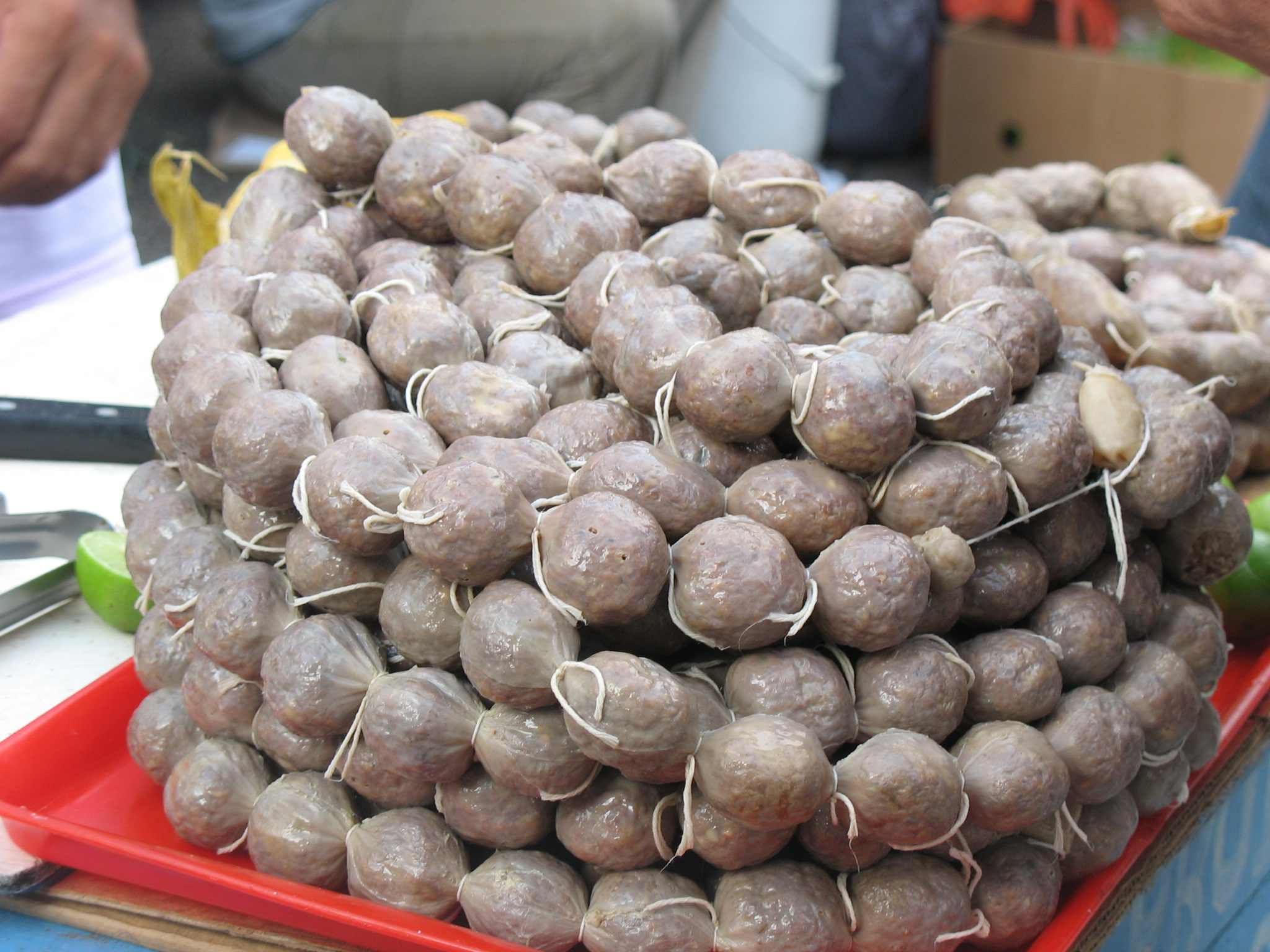
Butifarras soledeñas, uno de los símbolos gastronómicos del Caribe colombiano.

La butifarra colombiana se caracteriza por su forma cuasirredonda y su tamaño pequeño, además de que se come con limón (opcional) y se acompaña con bollo de yuca. Son originarias de la Región Caribe colombiana, más exactamente de Soledad, Atlántico y debido a ello se les llaman butifarras soledeñas.
En Soledad, con motivo de las festividades patronales de San Antonio de Padua, el 13 de junio, se celebra el Festival de la Butifarra, el cual se desarrolla durante tres días y además se llevan a cabo fiestas folclóricas, tarimas con orquestas musicales, bailes, juegos de azar, entre otros.

### Uruguay
En Uruguay, solamente se conoce la variedad blanca y cocida, con un 30 por ciento de grasa y condimentada con pimienta, sal y orégano. Existen la variedad larga, que es un poco más larga que un chorizo criollo y la variedad bombón, de forma esférica. Puede consumirse en rodajas como parte de una picada, o untarse en un pan para formar un refuerzo.
En Uruguay existe el dicho menos sangre que una butifarra para denominar a las personas irreactivas. El dicho guarda seguramente una relación antitética con la morcilla, a pesar de la inexistencia de lo que sería la forma positiva del mismo, o sea, mas sangre que una morcilla.

## Receta básica de butifarra fresca

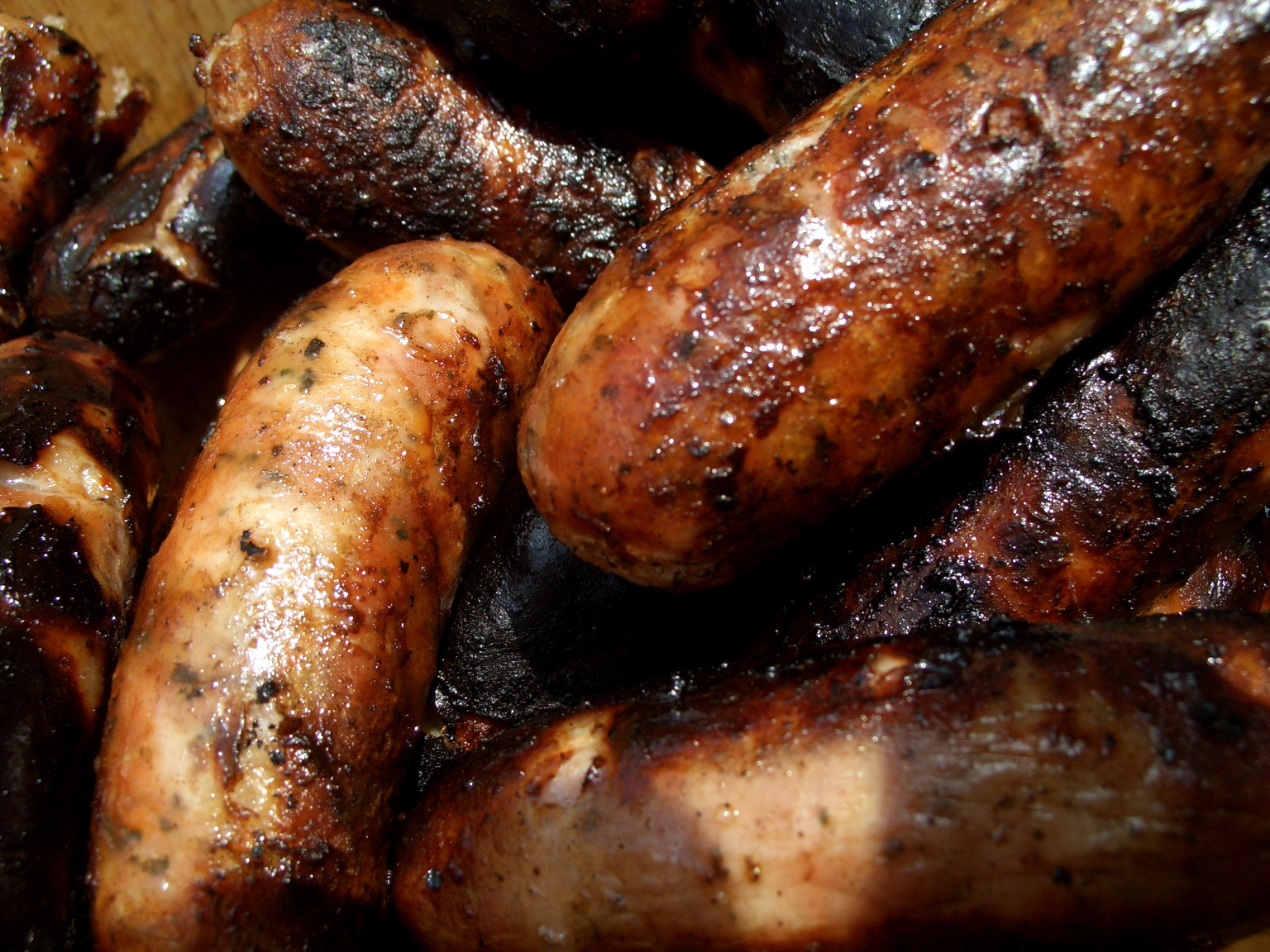
Butifarra fresca cocinada.

Generalmente para prepararlas se debe picar finamente un kilo de carne magra de lomo de cerdo y luego se condimentan con pimienta (en una proporción de 5 gramos por cada kilogramo de carne) y sal (10 gramos por cada kilogramo de carne). Esta mezcla es amasada manualmente y luego se embute en intestinos gruesos o tripas de cerdo. Luego, es marcado el intestino a cada palmo aproximadamente con hilo grueso de algodón y se separa en diferentes butifarras, sin cortar, enrollando cada una con la tripa. Luego se hacen reposar sobre papel absorbente y se refrigeran. Se suelen añadir otros condimentos, como perejil y ajo picados, setas picadas (níscalos o setas de calabaza) o miel, entre otros.

## Cocina de la butifarra fresca

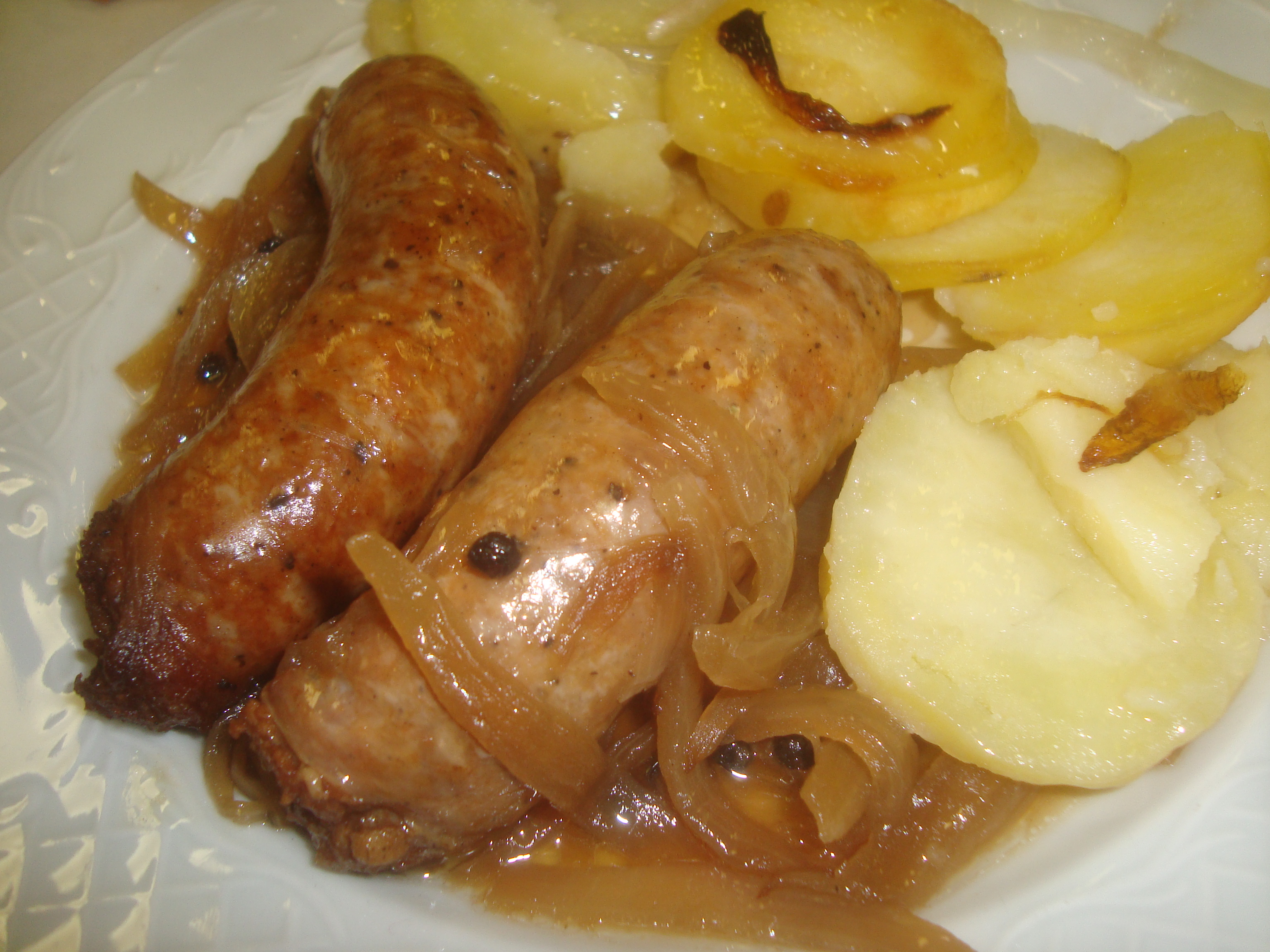
La butifarra catalana, es una variedad de salchicha fresca gruesa sazonada con abundante pimienta blanca y negra, en este plato están cocinadas en salsa con un fondo de cebolla y presentadas con una guarnición de patatas.

Las butifarras frescas se pinchan con un tenedor antes de cocerlas para evitar que revienten. Se asan sobre brasas, a la plancha o en una sartén con poco aceite. En Cataluña se suelen acompañar de alubias salteadas, es la famosa butifarra amb seques.
La butifarra se utiliza también en otros platos tradicionales como la escudella, en cocas o las habas a la catalana, para condimentar pastas y para rellenar hortalizas (tomates, berenjenas, calabacines, etc.), calamares, etc.
En el litoral mediterráneo existen muchas recetas de platos que tienen como ingrediente base la butifarra.

## La butifarra en la lengua y cultura catalana
En lengua catalana, el término botifarra puede hacer referencia a un "corte de mangas". En este sentido, se autodenominó Equipo Butifarra un colectivo historietístico fundado en Barcelona en 1975 en torno a la revista homónima.
La botifarra también es juego de naipes similar al tute y muy popular en Cataluña.
Pep Gimeno "Botifarra" es un cantaor y divulgador de música tradicional valenciana, "Botifarra" es el apodo con el que se reconoce a su familia en su ciudad natal: Xàtiva.